# Creutzwald-la-Houve
Creutzwald-la-Houve est une ancienne commune française du département de la Moselle en région Grand Est. Elle est rattachée à celle de Creutzwald-la-Croix en 1809.

## Géographie
En 1779, Creutzwald-la-Houve est séparé de Creutzwald-la-Croix par une rivière appelée la Bisten ou la Houve de Merten.

## Toponymie
Anciennement mentionné : Houf (1721), Houffe (1726), Houff (1728), Houw (1731), Critzwahlt-la-Houve (1762), Creitzwaldt ou la Houve de Merten (dict. Viv.), Creutzwald la Houve (1793), Creutzvaldt-la-Hauve (1801), Creutzwald-la-Houve (sans date),.

## Histoire
Sur le ban de ce village étaient des mines de plomb exploitées sous les noms de la Wildt, le Petit-Zel et le Gros-Zel.
Entre 1751 et 1790, Creutzwald-la-Houve fait partie du bailliage de Boulay sous la coutume de Lorraine.
Ce village est compris comme chef-lieu de commune dans le canton de Sarrelouis par arrêté du 29 vendémiaire an X, puis est réuni à Creutzwald-la-Croix par décret du 14 ou 24 mars 1809,.

## Démographie
| 1793 | 1800 | 1806 |
| ---- | ---- | ---- |
| abs. | 287  | 318  |

## Lieux et monuments
- Verrerie construite en 1705, dans laquelle on fabrique du verre à vitres demi-blanc en 1817[4]
- Fonderie de fer construite en 1735, composée de deux hauts fourneaux qui sont alimentés en 1817 de la mine prise sur les lieux et de celles qui s'exploitent à Berviller, Tromborn, Brettnach, etc[4].
- La mine de La Houve[4]